# Astragalus khalifatensis
Astragalus khalifatensis es una especie de planta del género Astragalus, de la familia de las leguminosas, orden Fabales.

## Distribución
Astragalus khalifatensis se distribuye por Pakistán.

## Taxonomía
Fue descrita científicamente por Ali. Fue publicada en Candollea xvii. 91 (1960).